# Кокс (Аліканте)
Кокс, Койш (ісп. Cox (офіційна назва), валенс. Coix) — муніципалітет в Іспанії, у складі автономної спільноти Валенсія, у провінції Аліканте. Населення — 6957 осіб (2010).

## Географія
Муніципалітет розташований на відстані близько 350 км на південний схід від Мадрида, 42 км на південний захід від Аліканте.
На території муніципалітету розташовані такі населені пункти: (дані про населення за 2010 рік)
- Лос-Кольєрерос: 5 осіб
- Кокс: 6952 особи
- Ель-Салар: 0 осіб

## Демографія
Динаміка населення (INE ):

## Галерея зображень

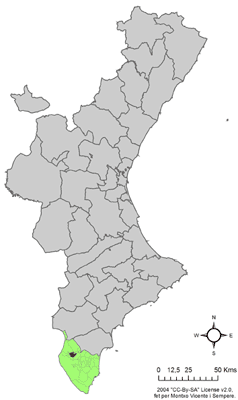
Розташування муніципалітету Кокс у автономній спільноті Валенсія
Розташування муніципалітету Кокс у комарці Вега-Баха-дель-Сегура
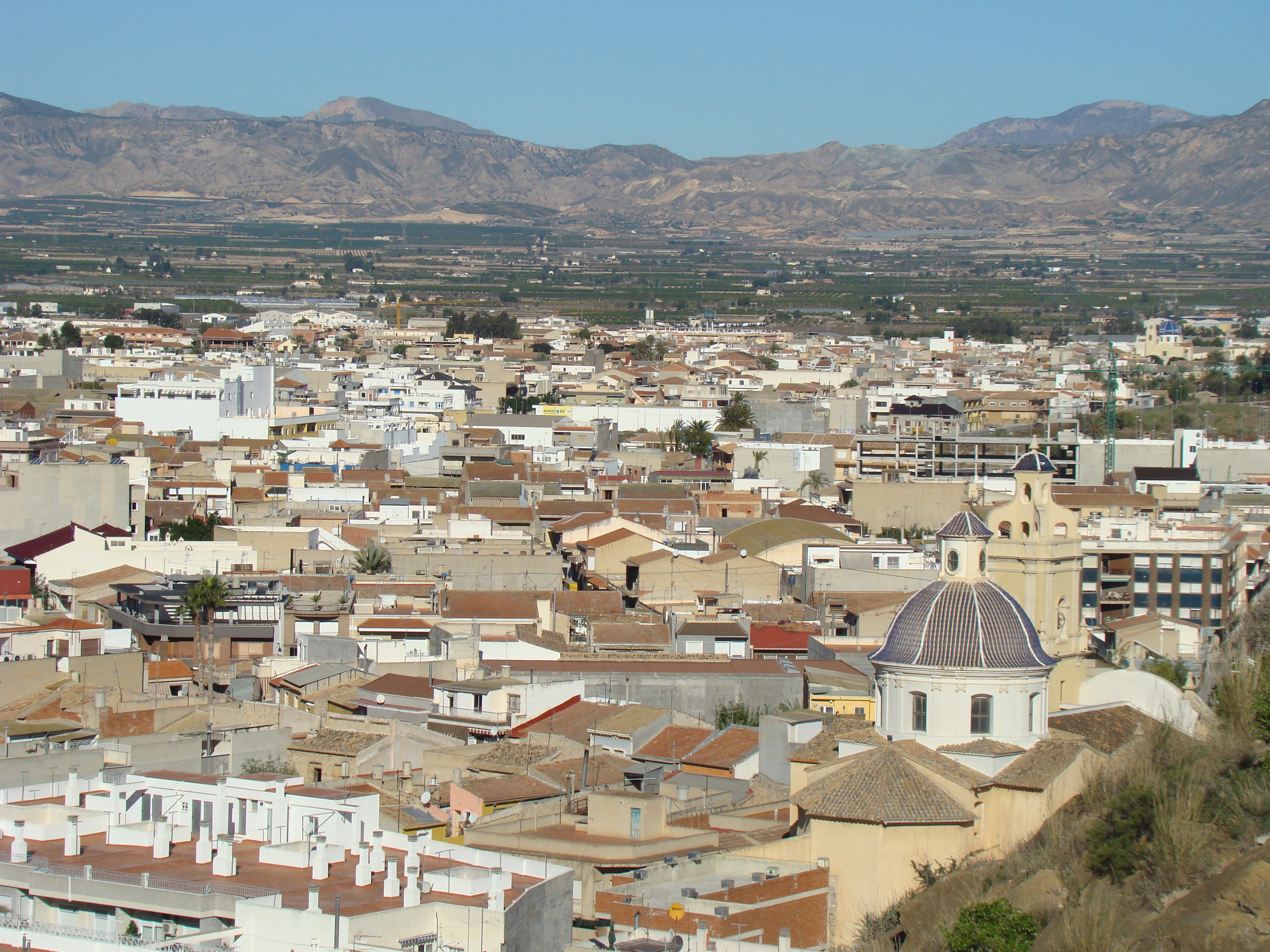
Кокс
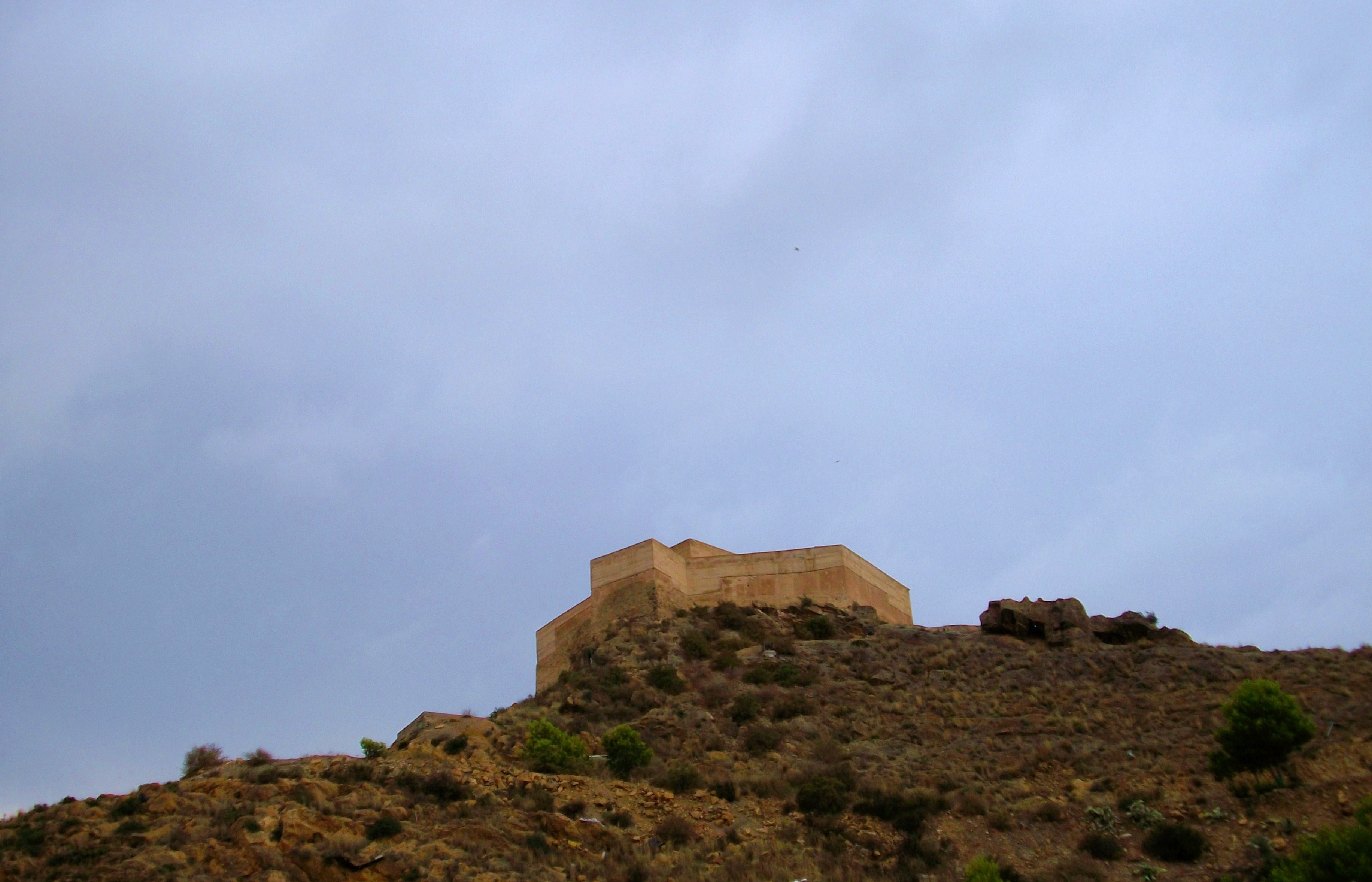
Замок